# Позен, Михаил Павлович
Михаи́л Па́влович Позе́н (1798 — 21 сентября 1871, Висбаден) — российский государственный деятель немецкого происхождения, участник крестьянской реформы 1861 года, тайный советник, статс-секретарь.

## Биография
Родился в семье врача.
В 1817—1823 годах состоял столоначальником в Департаменте народного просвещения, после чего был переведён столоначальником в пятое отделение Департамента государственных имуществ. В 1825 году это отделение было переведено в Департамент податей и сборов, в 1826 году Позен стал секретарём при управляющем департаментом, в 1827 году занял должность начальника четвёртого отделения и принимал участие в преобразовании управления питейными сборами в великороссийских губерниях при отдаче питейных заведений в откупное содержание.
Также в 1826—1828 годах был делопроизводителем в комитете, учреждённом для исследования злоупотреблений по заготовке и доставке лесов для кораблестроения.
В 1828 году был переведён «для особых поручений» к управляющему Военным министерством. В том же году управлял первым отделением Канцелярии Главного штаба и «за постоянное усердие к службе и по отличным к оной способностям» был пожалован в восьмой класс. В 1829 году управлял первым отделением Канцелярии Военного министра, состоял членом Комиссии по устройству дома Военного Министерства, был правителем дел комитета для составления правил о приеме и сдаче полков. В 1829—1830 годах был правителем дел Высочайше учрежденной комиссии на Сестрорецкий оружейный завод, а также комитета об устройстве Черноморского казачьего войска.
В 1830 году был правителем дел комитета для составления временного положения о перевозке полковых тяжестей при внутренних передвижениях, был в командировке при канцелярии начальника Главного штаба для производства дел по приготовлению войск к походу и «за отлично усердную и ревностную службу и труды» в 1831 году был пожалован в военные советники.
В том же году был назначен старшим чиновником Военно-походной канцелярии Его Императорского Величества, в 1833 году пожалован в статские советники. В 1834 году был назначен членом комитета при Военном министерстве для отчетности и счетоводства и пожалован в действительные статские советники. В том же году, с изданием нового штата Военно-походной канцелярии Его Императорского Величества, был назначен управляющим канцелярией, в 1835 году состоял членом комитета при Военном Министерстве для составления нормальной сметы на 1836 год, затем был назначен членом комитета для составления правил об управлении оружейными заводами, находился при государе во время его поездки в Австрию.
В 1836 году был пожалован в статс-секретари, его герб был внесён в часть одиннадцатую «Общего гербовника дворянских родов Всероссийской империи» (С. 85). В 1837 году был назначен управляющим делами комитета по устройству Закавказского края. В 1838 году принимал участие в издании «Свода военных законов», в 1839 году составил проект Положения об управлении Закавказским краем.
В 1840 году был назначен членом комитета по устройству Закавказского края, в 1842 году — пожалован в тайные советники, в 1843 году управлял VI временным отделением Собственной Его Императорского Величества канцелярии, где занимался делами Закавказья.
В 1845 году вышел в отставку. С 1857 года состоял почётным членом совета Полтавского института благородных девиц.
21 сентября 1871 года скончался от болезни спинного мозга. Похоронен на Русском православном кладбище в г. Висбадене (могила № 2.114, восточная часть кладбища). Могила внесена в "Перечень находящихся за рубежом мест погребения, имеющих для Российской Федерации историко-мемориальное значение".

## Проект по отмене крепостного права
В 1856—1857 годах представлял царю проекты постепенной отмены крепостного права с сохранением собственности помещиков на крестьянские надельные земли, предоставляемые крестьянам в пользование за определённые повинности и без права выкупа. В 1859—1861 годах был членом Полтавского губернского комитета, членом-экспертом Редакционных комиссий, где занимал консервативную позицию и выступал против выкупа наделов крестьянами. Его проект отмены крепостного права включал, в том числе, следующие пункты:
- крестьяне всех наименований уравниваются в правах и обязанностях;
- личное крепостное право навсегда отменяется;
- крестьяне прикрепляются к земле, на которой поселены, для обеспечения порядка их проживания и управления устраиваются общинные и волостные управления, окружные попечительства, уездные и губернские комитеты, высший комитет в Санкт-Петербурге;
- за землю крестьяне обязываются оброком или работой: в удельных имениях — уделу, в казенных — казне, в помещичьих — помещику[2].

## Награды
- 17 октября 1827 года — орден Святого Владимира IV степени «за особые труды в Комитете, учреждённом для исследования злоупотреблений по заготовке и доставке лесов для кораблестроения».
- 30 сентября 1830 года — орден Святой Анны II степени.
- 10 апреля 1832 года — орден Святого Владимира III степени «за особенные труды по составлению отчета управления Главного штаба и Военного министерства и за успешное и во всех отношениях удовлетворительное окончание многих других поручений».
- 28 августа 1833 года — орден Красного орла III степени (во время пребывания в Пруссии).
- 22 ноября 1835 года — орден Леопольда (во время пребывания в Австрии).
- 25 июня 1837 года — орден Святого Станислава I степени.
- 26 марта 1839 года — орден Святой Анны I степени.
- 8 марта 1840 года — орден Святого Владимира II степени «в воздаяние отличной службы и примерных трудов по составлению продолжения „Свода военных законов“ и по непосредственному участию в составлении проекта нового учреждения об управлении Закавказским краем».